# Papa Pius I
Pius I (Aquileia, segle II - Roma, 154) va ser el novè bisbe de Roma entre el 140 i el 154. Durant el seu pontificat continua el procés d'aparició de personatges heretges, a la ciutat de Roma, iniciat durant el pontificat d'Hermes. Com en altres casos se li atribueixen disposicions dubtoses.
Pius és venerat com a sant amb la condició de màrtir, si bé no hi ha proves sobre el seu martiri. La seva festa se celebra l'11 de juliol.

## Biografia

### Orígens
Segons el Liber Pontificalis, el seu pare s'anomenava Rufí, originari d'Aquileia, tanmateix, aquesta dada podria ser una conjectura de l'autor del Liber, segons Kirsch, que podria havia sentit a parlar de Rufí d'Aquileia, autor del segle iv. Segons el Catàleg Liberià i el Fragment Muratorià, Pius era germà d'Hermas, autor que va publicar l'obra Pastor d'Hermas. Precisament, el mateix Hermas al seu escrit ens dona informació respecte a la seva condició personal: sembla que primer va ser un esclau i després fou alliberat pel seu amo, esdevenint llibert, pel que, si es considera certa aquestes afirmacions i, tanmateix, que Pius fou el seu germà, seria aquest el seu origen. Però, d'altra banda, és probable també que Hermas fabulés sobre el seu origen.

### Pontificat
Les dates del seu pontificat difereixen segons les fonts. En termes generals es considera que va regnar entre el 140 i el 154. El Catàleg Liberià atribueix el seu pontificat al període de 146-161, com a conseqüència d'un error de càlcul dels primers cronistes, i és, per tant, incorrecta. Tant aquest catàleg com el Felicià esmenten que l'emperador contemporani a Pius I fou Antoní Pius (138-161), tal com apunten Eusebi de Cesarea. No obstant això, aquests catàlegs confonen la successió, en situar al seu immediat successor Anicet com a predecessor, després d'Higini. Aquest error fou repetit per Optat de Milevi i Agustí d'Hipona. L'ordre real, tanmateix, és: Higini, Pius I i Anicet. Aquest ordre és esmentat per Hegèsip de Jerusalem en la seva llista de bisbes que va realitzar quan es trobava a Roma en temps d'Anicet. Ireneu de Lió, que també visità Roma en temps d'Eleuteri, dona el mateix ordre. Richard Lipsius acaba atorgant al seu mandat el període entre el 139 i el 154, com dades més matineres, i entre el 141 i el 156, com les més tardanes. La data més fiable és la de la seva mort, ocorreguda probablement el 154, perquè es té constància de la visita a Roma de Policarp d'Esmirna, poc abans de la seva mort, i de la seva entrevista amb el bisbe Anicet, immediat successor de Pius; Policarp va morir aproximadament el 155 o el 156, per tant, Pius hagué de morir obligatòriament abans.
Durant el seu pontificat, l'Església romana fou visitada per diversos personatges heretics, que buscaven propagar les seves doctrines entre els fidels de la capital imperial. El gnòstic Valentí, que havia aparegut durant el mandat d'Higini, continuà escampant la seva heretgia, però aparentment sense èxit. El també gnòstic Cerdó estigué actiu a Roma en aquesta època, però és durant el pontificat de Pius que arriba un nou heretge, Marció. Excomunicats per Pius, el darrer, que havia estat deixeble de Cerdó, fundà un centre per difondre el seu nou sistema i ensenyances. D'altra banda, l'Església de Roma també fou visitada per mestres catòlics, sent el més important Justí, que exposà les ensenyances cristianes tant durant el pontificat de Pius com el d'Anicet. Així doncs, la comunitat cristiana de Roma viu una gran activitat, que se situa com un centre cristià important.
El Liber Pontificalis parla d'una decisió d'aquest papa, segons la qual els jueus convertits al cristianisme havien de ser admesos i batejats. Òbviament, es desconeix si l'autor del Liber es referia en realitat, com fa amb freqüència, a un decret papal de la seva pròpia època. Una llegenda posterior conta la fundació de dues esglésies en temps de Pius I, la dels títols de Santa Pudenciana i Santa Pràdexes, qui, a més, suposadament va fer construir un baptisteri a prop del que hi havia hagut antigament i allí va exercir funcions episcopals. No obstant això, la història no té cap mena de credibilitat històrica. Ambdues esglésies existeixen des del segle iv, si bé això no eximeix la possibilitat que fossin construïdes sobre antics centres de culte cristià on es reunien els cristians per als seus actes religiosos abans de l'època de tolerància de Constantí el Gran; aquesta llegenda, però, no serveix com a prova o justificació d'aquest fet. En moltes obres posteriors com el Liber Pontificalis, s'havia considerat que l'autor del Pastor era, de fet, el mateix nom de l'autor, i no pas Hermas, que hauria estat un sacerdot amb un important paper en la fundació d'aquestes esglésies; l'autor de la llegenda probablement va tenir el mateix error i va afegir la presència de Pius I en la seva narració. Finalment, s'atribueixen a Pius dues cartes escrites al bisbe Just de Viena, però són falses.

### Mort
Segons la tradició va morir màrtir tot i que no hi ha proves concloents. La seva festa és l'11 de juliol.